# یوجی انوکیدو
یوجی انوکیدو (انگلیسی: Yōji Enokido؛ زادهٔ ۲۷ سپتامبر ۱۹۶۳) فیلم‌نامه‌نویس، رمان‌نویس، و ترانه‌سرا اهل ژاپن است.